# Royal Ham Football Club
Dernière mise à jour : 3 août 2017.
Le Royal Ham Football Club est un club de football belge, localisé dans la commune de Ham-sur-Sambre en province de Namur. Fondé en 1920, ce club porte le matricule 149 et ses couleurs sont le jaune et le noir. Le club évolue en troisième provinciale lors de la saison 2017-2018 mais a joué 6 saisons dans les divisions nationales, dont 2 en Division 3, le plus haut niveau qu'il ait atteint.

## Histoire
Le Ham Football Club est fondé en 1920 et s'affilie à l'Union Belge le 23 novembre 1920. Le club est versé dans les séries régionales namuroises. En décembre 1926, le club reçoit le matricule 149. Le club progresse dans la hiérarchie régionale et finit par remporter le titre en 1935, s'ouvrant ainsi les portes de la Promotion, troisième et dernier niveau national à l'époque. Il est alors le huitième club de la province à évoluer dans les séries nationales.
L'expérience est de courte durée pour le club, qui termine avant-dernier dans sa série et est directement relégué vers les divisions régionales. Le club doit attendre 1950 pour remonter en nationales mais à nouveau, il en est relégué après une seule saison. En fin de saison, le 24 mai 1951, le club est reconnu « Société Royale » et prend le nom de « Royal Ham Football Club » qu'il porte encore aujourd'hui. Le club ne met cette fois qu'un an pour remonter au niveau national. Il fait alors partie des premiers clubs à évoluer dans la nouvelle Promotion, le quatrième niveau national créé en 1952. Mais comme lors de ses deux précédents passages, le club ne parvient pas à s'y maintenir et redescend en première provinciale après une saison.
Il remonte en Promotion en 1954 et réalise sa meilleure saison en terminant huitième de sa série en 1954-1955. Pour la première fois, il parvient à jouer deux saisons consécutives au niveau national. La saison suivante par contre, le club termine à nouveau en position de relégable et retourne en « P1 ». Il met dix ans pour rejouer en Promotion mais, une fois de plus, le séjour ne dure qu'un an. Depuis 1967, le club n'est plus jamais remonté dans les séries nationales. Dans les décennies qui suivent, il chute progressivement dans la hiérarchie provinciale, jusqu'à tomber en quatrième provinciale, le plus bas niveau du football belge. Il remonte en « P3 » en 2009, où il évolue toujours en 2015-2016.

## Résultats dans les divisions nationales
Statistiques mises à jour le 14 juin 2013

### Bilan
| Niv | Divisions     | Jouées | Titres | TM Up | TM Down |
| --- | ------------- | ------ | ------ | ----- | ------- |
| I   | 1re nationale | 0      | 0      |       |         |
| II  | 2e nationale  | 0      | 0      |       |         |
| III | 3e nationale  | 2      | 0      |       |         |
| IV  | 4e nationale  | 4      | 0      |       |         |
| V   | 5e nationale  | 0      | 0      |       |         |
|     |               |        |        |       |         |
|     | TOTAUX        | 6      | 0      | 0     | 0       |

- TM Up : test-match pour départager des égalités, ou toutes formes de Barrages ou de Tour final pour une montée éventuelle.
- TM Down : test-match pour départager des égalités, ou toutes formes de Barrages ou de Tour final pour le maintien.

### Classements saison par saison
| Ordre               | Saison  | Nom du club | Niveau                 | Classement final | Remarques |
| ------------------- | ------- | ----------- | ---------------------- | ---------------- | --------- |
| 1                   | 1935-36 | Ham FC      | Promotion (D3) série B | 13e/14           | Relégué   |
| séries régionales   |         |             |                        |                  |           |
| 2                   | 1950-51 | Ham FC      | Promotion (D3) série A | 16e/16           | Relégué   |
| séries provinciales |         |             |                        |                  |           |
| 3                   | 1952-53 | R. Ham FC   | Promotion série B      | 14e/16           | Relégué   |
| séries provinciales |         |             |                        |                  |           |
| 4                   | 1954-55 | R. Ham FC   | Promotion série B      | 8e/16            |           |
| 5                   | 1955-56 | R. Ham FC   | Promotion série C      | 15e/16           | Relégué   |
| séries provinciales |         |             |                        |                  |           |
| 6                   | 1966-67 | R. Ham FC   | Promotion série D      | 15e/16           | Relégué   |
| séries provinciales |         |             |                        |                  |           |

### Sources et liens externes
- (nl) « Fiche de l'équipe », sur Belgian Soccer Database